# Геоурбанистика
Геоурбанистика — раздел социально-экономической географии, посвящённый изучению городских поселений как территориальных единиц, их объединений в группы и сети, разнообразным формам урбанизации. Исходя из определения, геоурбанистика базируется на более широкой предметной области, чем география городов, которая рассматривает отдельно взятые городские поселения. Однако, это не является противопоставлением, а эволюционным развитием геоурбанистики из географии городов.